# Edmond de Rothschild
El baró Edmond James de Rothschild (Boulogne-Billancourt, Alts del Sena, 19 d'agost de 1845 - 2 de novembre de 1934) fou un filantrop i col·leccionista francès.
És el fill més jove del baró James de Rothschild, fundador de la branca de París, i serveix a la Guàrdia Nacional durant la Guerra de 1870. Es casa l'any 1877 amb la seva cosina Adelheid de Rothschild (1853-1935), de la branca de Nàpols. Tindran tres fills: James (1878-1957), Maurice (1881-1957) i Miriam (1884-1965).
Edmond de Rothschild no va prendre una part activa en el desenvolupament de la banca familiar. Va ser abans de tot un col·leccionista i un mecenes. Donant del Museu del Louvre, li va fer donació del tresor de plata de 110 peces trobat a Boscoreale, prop de Pompeia (1895), i, a la seva mort, els seus hereus van fer donació al Museu del Louvre d'un conjunt de 3.000 dibuixos del segle xviii i de 43.000 gravats.
A partir de 1882, comença a comprar terres a Palestina esdevenint un dels suports més actius del sionisme, finançant el primer establiment a Rixon le-Tsiyyon. Contràriament als altres Rothschild, atribuïa una gran importància a aquesta empresa i va fer cinc viatges a Palestina (maig de 1887, primavera 1893, febrer de 1899, febrer de 1914, maig de 1925) per seguir de manera paternalista el desenvolupament de les seves "colònies".
Va ajudar els Jueus de Rússia, fets fora pels pogroms, a crear vinyes al voltant del mont Carmel però va fracassar a desenvolupar, com a Grassa, la indústria del perfum. El 1924, va crear la Palestina Jewish Colonization Association (PICA), que va adquirir més de 500 km² de terreny. Es considera que va gastar més de 50 milions de dòlars en aquestes empreses. S'acaba separant de la política de construcció d'un Estat preconitzat per l'Agència Jueva defensant una altra postura basada en la industrialització i el respecte de les poblacions àrabs.
L'abril de 1954, les seves despulles i les de la seva dona van ser exhumades del cementiri parisí de Père-Lachaise i van ser transportades a Israel sobre una fragata militar. A Haifa, el vaixell va ser saludat per sirenes i canonades. Van ser inhumats al Ramat Hanadiv Memorial Gardens.